# Soloheadbeg
Soloheadbeg o Sologheadbeg (del irlandés: Sulchóid Bheag)  es una ciudad y parroquia civil en el condado de Tipperary, Irlanda, situada al noroeste de la ciudad de Tipperary.

## Historia
En 968, Soloheadbeg fue escenario de la Batalla de Sulcoit, donde el rey dalcasiano, Mahon de Thomond y su hermano Brian Boru derrotaron al vikingo Ivar, rey de Limerick. En 1603, fue una parada para Donal Cam O'Sullivan Beare durante su marcha desde el Castillo de Dunboy, en el oeste de Cork, hasta el Castillo de O'Rourke en Leitrim.

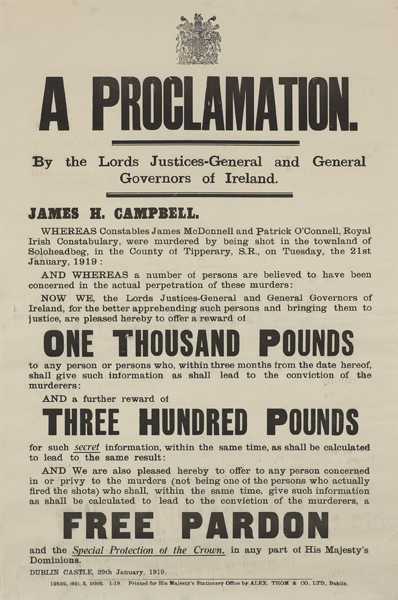
Un cartel que ofrece una recompensa de 1000 libras por información que conduzca a la captura de los involucrados en la emboscada de Soloheadbeg.

### Emboscada de Soloheadbeg
La emboscada de Soloheadbeg, que fue el primer enfrentamiento de la Guerra de Independencia de Irlanda, tuvo lugar en este pueblo el 21 de enero de 1919. El evento es conmemorado con un monumento en Solohead Cross, a unos 1,5 km al noroeste de la estación de tren de Limerick Junction, donde cada año se celebra una ceremonia de recuerdo en el aniversario de la emboscada, que fue dirigida por Séumas Robinson, Seán Treacy, Dan Breen y Seán Hogan de la Tercera Brigada de Tipperary. Se pueden encontrar detalles del monumento y fotos en Irish War Memorial y también se pueden encontrar relatos de esta emboscada en la Oficina de Historia Militar de Irlanda, donde se conservan varias "Declaraciones de testigos". Los miembros del "Antiguo IRA" hicieron estos informes a cambio de pensiones del Ejército irlandés tras la independencia del Reino Unido. Hay numerosas referencias, pero el número WS1658 ofrece un punto de partida. El día de la operación se encontraban cuatro oficiales de la Tercera Brigada de Tipperary del IRA; Seán Treacy, Dan Breen, Seán Hogan (que entonces tenía solo 17 años) y Séumas Robinson. A ellos se unieron otros cinco voluntarios: Tadhg Crowe, Mick McCormack, Paddy O'Dwyer (Hollyford), Michael Ryan (Donohill) y Seán O'Meara (Tipperary). El monumento tiene un muro con los ocho apellidos de Seán Treacy, Dan Breen, Seán Hogan, Séumas Robinson, Tadhg Crowe, Mick McCormack, Paddy O'Dwyer y Michael Ryan, quienes estuvieron en el lugar de la emboscada que provocó la muerte de dos miembros de la Real Policía Irlandesa y la incautación de un carro de gelignita.

## Personas notables
- Michael O'Dwyer, el alto funcionario indio, era nativo de este pueblo.
- Seán Treacy, oficial de la 3.ª Brigada Tipperary durante la Guerra de Independencia de Irlanda, murió en un tiroteo con soldados británicos en Talbot Street, Dublín, en octubre de 1920.